# Ben Cahoon
Ben Cahoon (né le 16 juillet 1972 à Ogden, en Utah), est un joueur de football Américain qui a joué pour les Alouettes de Montréal. Il a gagné le prix du meilleur joueur de football canadien décerné par la Ligue canadienne de football à deux reprises, en 2002 et 2003. Il a aussi été élu meilleur joueur de l'équipe montréalaise, dans toute l'histoire des Alouettes, par les fans de l'équipe. 
Cahoon a joué pour l'université Brigham Young à Provo dans l'Utah. Il gagne la 91e Coupe Grey avec Montréal en 2002 et est élu meilleur joueur de la compétition. Il porte le numéro 86 des Alouettes. Ben détient le record pour le plus grand nombre de touchés chez les Alouettes (55) depuis le 4 juillet 2008.
Il a gagné la Coupe Grey de 2009 à Calgary le 29 novembre par la marque de 28-27 contre les Roughriders de la Saskatchewan.
Le 11 octobre 2010 au stade McGill de Montréal, lors d'un match contre les Stampeders de Calgary, il a établi un nouveau record pour le plus grand nombre de passes captées au cours d'une carrière (1 007), détrônant ainsi l'ancien recordman, Terry Vaughn (1 006). 
Le 26 janvier 2011, il annonce sa retraite.